# تاميكا ويتمور
تاميكا ويتمور (بالإنجليزية: Tamika Whitmore)‏ مواليد 5 يونيو 1977 في توبيلو، هي لاعبة كرة سلة أمريكية معتزلة بدأت مسيرتها الاحترافية في سنة 1999. تم اختيارها من قبل فريق نيويورك ليبرتي خلال الدرافت. اعتزلت اللعب في 2009.

## المسيرة الاحترافية
لعبت مع نيويورك ليبرتي من سنة 1999 إلى 2003، ثم لعبت مع لوس أنجلوس سباركس في موسم 2004–2005، ثم لعبت مع إنديانا فيفر في موسم 2006–2007، ثم لعبت مع كونيتيكت صن في موسم 2008–2009.

## روابط خارجية
- تاميكا ويتمور على موقع الاتحاد الوطني لكرة السلة النسائية (الإنجليزية)
- تاميكا ويتمور على موقع كرة السلة الأوروبية.كوم (الإنجليزية)
- تاميكا ويتمور على موقع كلية كرة السلة في سبورتس رفرنس.كوم (الإنجليزية)
- تاميكا ويتمور على موقع بروبوليرز (الإنجليزية)
- تاميكا ويتمور على موقع سبورتس رفرنس (الإنجليزية)